# هاينز هوفمان
هاينز هوفمان (و. 1910 – 1985 م) هو سياسي، ومقاوم عسكري من الإمبراطورية الألمانية، وجمهورية فايمار، وألمانيا النازية، والاتحاد السوفيتي، وألمانيا الشرقية، ولد في مانهايم، بدأ مشواره المهني سنة 1949، توفي في برلين، عن عمر يناهز 75 عاماً، بسبب قصور القلب.

## مناصب
تولى منصب عضو في مجلس الشعب ‏
.

## التعليم
تعلم في مدرسة لينين الدولية ‏
.

## الخدمة العسكرية
خدم في الألوية الدولية، وخدم في مشاة.

## جوائز
حصل على جوائز منها:
- وسام لينين
- ميدالية اليوبيل "ثلاثون عاماً من الانتصار في الحرب الوطنية العظمى 1941-1945" [الإنجليزية]‏
- ميدالية اليوبيل "للاحتفال بالذكرى المئوية لميلاد فلاديمير إيليتش لينين"  [لغات أخرى]‏
- Military Order "For Services to the People and the Fatherland"  [لغات أخرى]‏
- وسام العلم اليوغوسلافي  [لغات أخرى]‏
- Order of the Red Banner of Labour  [لغات أخرى]‏
- ميدالية أخوة السلاح  [لغات أخرى]‏
- نيشان العلم الوطني
- وسام الاستحقاق الوطني الذهبي
- الميدالية الذهبية من رتبة بطل جمهورية ألمانيا الديمقراطية  [لغات أخرى]‏
- نيشان شارنهورست [الإنجليزية]‏
- وسام ثورة أكتوبر
- وسام الراية الحمراء
- ميدالية تعزيز صداقة السلاح  [لغات أخرى]‏
- نيشان كارل ماركس
- وسام الحرب الوطنية من الدرجة الأولى
- راية العمل [الإنجليزية]‏
- honorary citizen of Cheb ‏

## روابط خارجية
- هاينز هوفمان على موقع مونزينجر (الألمانية)